# نورمان هوروويتز
نورمان هوروويتز (بالإنجليزية: Norman Horowitz)‏ هو عالم وراثة أمريكي، ولد في 19 مارس 1915 في بيتسبرغ في الولايات المتحدة، وتوفي في 1 يونيو 2005 في باسادينا في الولايات المتحدة.